# Alectra
Alectra é um género botânico pertencente à família Scrophulariaceae.

## Sinonímia
- Glossostylis  Cham. & Schltdl.
- Hymenospermum Benth.
- Pseudorobanche Rouy

## Espécies
- Alectra aberdarica
- Alectra abyssinica
- Alectra alba
- Alectra alectroides
- Alectra angustifolia
- Alectra sessiliflora
- «Lista completa»